# Massimo Zanetti Beverage Group
Massimo Zanetti Beverage Group è una delle società leader a livello mondiale nella produzione, lavorazione e distribuzione di caffè tostato fondata da Massimo Zanetti. ll Gruppo vanta un portafoglio di oltre 40 marchi internazionali fra cui Segafredo Zanetti. Si occupa principalmente di produzione e commercializzazione di caffè tostato, altri prodotti coloniali come tè, cioccolata e spezie, e prodotti ad essi complementari. Gestisce inoltre circa 400 negozi in franchising.
Nonostante le origini Italiane, l’Italia rappresenta oggi meno del 10% del fatturato; il Gruppo ha infatti una presenza particolarmente significativa negli Stati Uniti, in Francia, nella penisola iberica, in Finlandia e in Asia-Pacifico.

## Storia
Nel 1974 Massimo Zanetti acquisisce il controllo dell'azienda di torrefazione bolognese Segafredo dall'omonima famiglia. Nei decenni successivi incrementa la presenza sui mercati europei, acquistando direttamente piantagioni in Brasile. L'espansione è continuata negli anni duemila, con l'acquisizione della finlandese Meira e l'ingresso nel mercato statunitense. Nel 2014 rileva per 85,7 milioni di dollari il controllo di Boncafé, gruppo forte in Asia e Medio Oriente con stabilimenti in Thailandia, Singapore e Malaysia. Nel 2015 il gruppo si quota in Borsa a Milano (alla famiglia Zanetti la maggioranza con il 67% del capitale), nel 2016 viene deciso un nuovo assetto organizzativo con la nomina di Pascal Héritier direttore generale.
Nel gennaio 2019 il gruppo acquisisce l'australiana The Bean Alliance (un network di marchi focalizzati su nicchie) e un mese più tardi la portoghese Cafés Nandi, attiva nel food service. Nell'ottobre 2019 rileva uno dei nomi storici del caffè paulista, Cafe Pacaembu.

### OPA
La capogruppo Massimo Zanetti Beverage Group SpA è stata quotata sul Mercato Telematico Azionario gestito ed organizzato da Borsa Italiana SpA, segmento STAR, da giugno 2015 al 15 Febbraio 2021.
In data 29 settembre 2020, MZB Holding S.p.A., società controllata da Massimo Zanetti attraverso MZ Industries S.A. ha promosso un'offerta pubblica di acquisto volontaria totalitaria finalizzata al delisting di Massimo Zanetti Beverage Group SpA che è avvenuto in data 15 febbraio 2021.

## Marchi
I marchi che vengono prodotti e distribuiti dal Massimo Zanetti Beverage Group sono numerosi, una quarantina nel mondo. I principali sono:
- Boncafè
- Bonchoco
- Bontea
- Brodies
- Café Corsica
- Café Mag
- Café Montaña
- Café Vélez
- Chase & Sanborn
- Chock full o'Nuts
- Fabia
- Hills Bros.
- Hills Bros. Cappuccino
- Hoja Verde
- iCafè
- Itambé
- Kauai
- La San Marco
- Meira
- MJB
- Philtre d'Or
- Private Labels
- Puccino's
- Saicaf
- San Marco
- Segafredo Zanetti
- Segafredo Zanetti Coffee System
- Segafredo Zanetti Espresso
- Tiktak

## Dati economici
Il 2018 si è chiuso con un fatturato a 891,2 milioni di euro, inferiore del 6,8% rispetto ai 956 milioni del 2017. Ebitda aggiustato a 73,7 milioni, utile netto in aumento del 9,9% a 19,8 milioni. Nel 2019 il fatturato consolidato ha toccato 914,5 milioni di euro con un aumento del 2,6%, l'utile netto è sceso a 15,3 milioni (-4,6%), l'Ebitda Adjusted è pari a 84 milioni.
Nel 2022, Standard Ethics ha attribuito una rating sostenibilità al Gruppo Zanetti pari a “E+” su una scala da F a EEE nell’ambito dello SE Food&Beverage Sustainability Italian Benchmark.